# Pternistis bicalcaratus

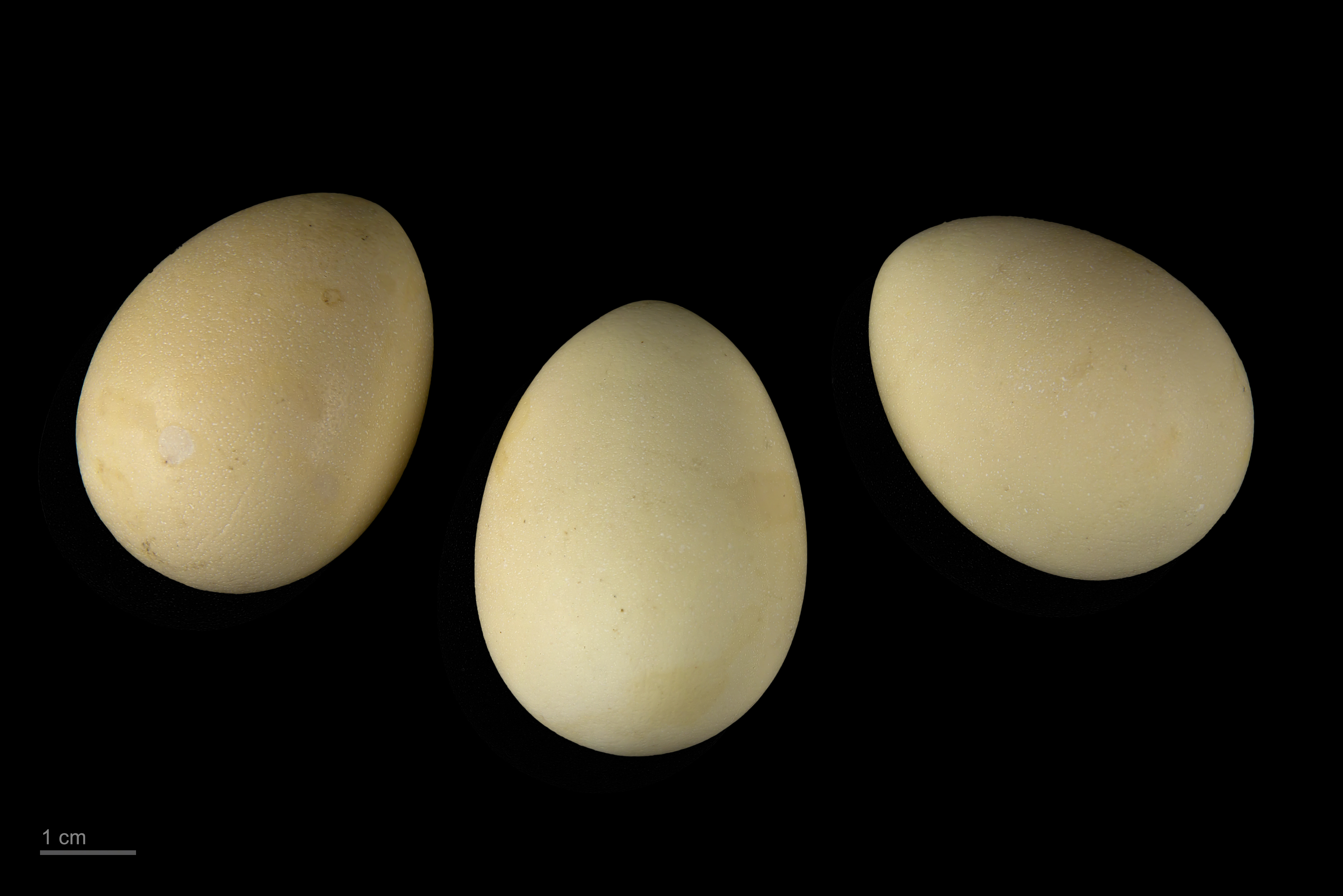
Pternistis bicalcaratus ayesha - MHNT

El francolín biespolado o francolín de dos espuelas (Pternistis bicalcaratus) es una especie de ave galliforme de la familia Phasianidae propia de África Occidental. 

## Descripción
El macho es de un tono marrón. Las plumas en los flancos poseen los bordes marrón oscuro y una mancha central beige. Su cara es de un color crema pálido con delicadas rayitas en marrón oscuro, y en su cabeza se destacan su corona castaña y un supercilium blanco. Poseen un collar castaño, manchas blancas en los carrillos y alas marrones. Por lo general el macho tiene dos espolones en cada pata, el superior despuntado. La hembra es similar, pero por lo general no tiene espolones y es un poco más pequeña y menos robusta. Los ejemplares jóvenes son indistinguibles de las hembras luego que los juveniles cambian su plumaje al cabo de pocas semanas de eclosionar, a los machos los espolones recién se les desarrollan al cabo de varios meses. Recién al segundo año las aves están en condiciones de reproducirse.

## Distribución y hábitat
Es un reproductor sedentario de la zona tropical de África occidental, aunque existe una pequeña población aislada y en declive en Marruecos. Habita en áreas abiertas con árboles. 

## Comportamiento
Anida sobre el terreno, la puesta consiste de 5 a 7 huevos. El francolín biespolado se alimenta de una gran variedad de plantas e insectos.
Es una especie difícil de notar, es más fácil observarlo en primavera cuando el macho entona un krak-krak-krak erguido en un montículo. Posee un despegue de vuelo explosivo como el de los faisanes, aunque prefiere evadirse caminando sin llamar la atención.